# Oskar Kallis

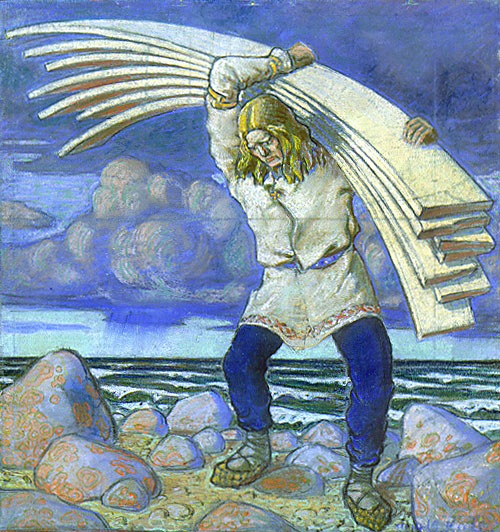
Oskar Kallis: "Kalevipoeg".

Oskar Kallis (23 de noviembre de 1892-1 de enero de 1918) fue un pintor estonio.

## Vida
Estudió entre los años 1913 y 1916 en la escuela-estudio de Ants Laikmaa.
En los años 1912 y 1913 estudia, además, un curso de dibujo en la Eesti Kunstiseltsi.
En 1918, muere prematuramente en Crimea de tuberculosis.

## Creación artística
Oskar Kallis se convierte en el representante por excelencia del estilo etno-romanticista con sus trabajos sobre "Kalevipoeg", un héroe de la mitología estonia llevado a la literatura por Friedrich Reinhold Kreutzwald. Realiza más de 40 pinturas entre 1912 y 1917. En su producción combina el arte étnico y el art nouveau.

## Obras
- "Lennuk" (1914)
- "Sulevipoja kalm" (1914)

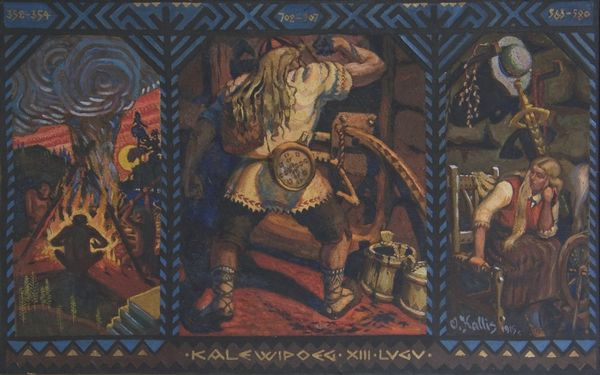
"Kalevipoeg allmaailmas" ("Kalevipoeg en el inframundo").

- "Kalevipoeg kasvatab tamme" (1914–1915)
- "Kalevipoeg kellukest helistamas" (1914–1915),
- "Kalevipoeg allmaailmas" (1915)
- "Manala uks" (1915)